# Daniela Krukowerová
Daniela Jael Krukowerová (* 6. ledna 1975 Buenos Aires) je bývalá izraelská a argentinská zápasnice – judistka.

## Sportovní kariéra
Narodila se v Buenos Aires do židovské rodiny. V období špinavé války počátkem osmdesátých let dvacátého století se s rodiči přestěhovala do izraelského města Karmiel. S judem začala již v Buenos Aires v 5 letech a v Karmielu s tréninkem pokračovala. V pubertě jí však více oslovoval tenis, kterému se chtěla profesionálně věnovat. K judu se vrátila v 18 letech po vstupu do izraelské armády. Motivací byl pro ní úspěch Ja'el Aradové na olympijských hrách v Barceloně. V roce 1995 se prosadila do izraelské ženské reprezentace ve střední váze do 66 kg. V roce 1996 ještě olympijskou kvalifikaci na olympijské hry v Atlantě nestihla.
Od roku 1998 Mezinárodní judistická federace měnila limity váhových a z její střední váhy do 66 kg se stala váha do 70 kg. Rozhodla se jít s vahou dolů a startovat v nižší polostřední váze do 63 kg. V této váze však narazila na domácí konkurenci v podobě Einat Jaronové, kterou izraelský judistický svaz určil jako reprezentační jedničku pro olympijskou kvalifikaci 2000. Po dohodě mezi izraelským (Edi Koaz) a argentinským (Oscar Cassineri) judistickým svazem startovala od roku 1999 pod vlajkou své rodné Argentiny. Olympijskou kvalifikaci na olympijské hry v Sydney nestihla. Kanadský olympijský výbor však nenominoval ve střední váze do 70 kg, svojí zástupkyni (Marie-Hélène Chisholmová) a jejich získaná panamerická kvóta tak propadla ve prospěch Argentiny. Argentinský olympijský výbor jí následně nominoval k účasti na olympijských hrách. V Sydney prohrála ve druhém kole s Britkou Kate Howeyovou na wazari-ippon.
V roce 2002 získala grant Mezinárodního olympijského výboru pro přípravu v zahraničí. V Argentině neměla odpovídající sparring. V roce 2003 využila této šance k zisku nečekaného titulu mistryně světa, když ve finále porazila favorizovanou Kubánku Driulis Gonzálezovou. V roce 2004 patřila k favoritkám na zlatou medaili na olympijských hrách v Athénách, ale od prvního kola se musela potýkat s náročným losem. Po tvrdě vybojovaných zápasech narazila v semifinále na Japonku Ajumi Tanimotovou. Od úvodu na svou soupeřku nestačila, navíc po minutě boje zapomněla při nástupu do Tanimotové sode-curikomi-goši svou pravou ruku a přišla k vážnému úrazu. Kvůli zlomenině nebyla schopná nastoupit do boje o třetí místo proti Kubánce Driulis Gonzálezové a obsadila dělené 5. místo.
V roce 2008 se kvalifikoval na své třetí olympijské hry v Pekingu, kde prohrála ve druhém kole na body (juko) se Severokorejkou Won Ok-im. Sportovní kariéru ukončila v roce 2009 po zisku druhého panamerického titulu před domácím publikem v Buenos Aires. Věnuje se trenérské práci.

## Výsledky
| Turnaj                  | Izrael       | Izrael       | Izrael       | Izrael           | Argentina        | Argentina        | Argentina        | Argentina        | Argentina        | Argentina        | Argentina        | Argentina        | Argentina        | Argentina        | Argentina        |
| Turnaj                  | 1995         | 1996         | 1997         | 1998             | 1999             | 2000             | 2001             | 2002             | 2003             | 2004             | 2005             | 2006             | 2007             | 2008             | 2009             |
| Turnaj                  | 20           | 21           | 22           | 23               | 24               | 25               | 26               | 27               | 28               | 29               | 30               | 31               | 32               | 33               | 34               |
| Turnaj                  | střední váha | střední váha | střední váha | polostřední váha | polostřední váha | polostřední váha | polostřední váha | polostřední váha | polostřední váha | polostřední váha | polostřední váha | polostřední váha | polostřední váha | polostřední váha | polostřední váha |
| ----------------------- | ------------ | ------------ | ------------ | ---------------- | ---------------- | ---------------- | ---------------- | ---------------- | ---------------- | ---------------- | ---------------- | ---------------- | ---------------- | ---------------- | ---------------- |
| Olympijské hry          |              | —            |              |                  |                  | úč.              |                  |                  |                  | 5.               |                  |                  |                  | úč.              |                  |
| Mistrovství světa       | —            |              | úč.          |                  | —                |                  | —                |                  | 1.               |                  | úč.              |                  | úč.              |                  | —                |
| Panamerické hry         | x            |              |              |                  | —                |                  |                  |                  | 3.               |                  |                  |                  | 3.               |                  |                  |
| Mistrovství Evropy      | úč.          | úč.          | —            | —                | —                |                  |                  |                  |                  |                  |                  |                  |                  |                  |                  |
| Panamerické mistrovství |              |              |              |                  | 2.               | —                | 5.               | 3.               | 1.               | —                | 3.               | 3.               | 2.               | 3.               | 1.               |
| Jihoamerické hry        |              |              |              |                  |                  |                  |                  | 2.               |                  |                  |                  | 1.               |                  |                  |                  |